# ACP
Statele ACP sunt țările care au semnat Convenția de la Lomé. „ACP” este un acronim pentru „Africa, Caraibe, și Pacific”.
Prima Convenție de la Lomé a fost semnată la Lomé, Togo, în 1975. 
Țarile care fac parte din ACP sunt:

## Africa
| - Angola - Benin - Botswana - Burkina Faso - Burundi - Camerun - Capul Verde - Republica Centrafricană - Ciad - Comore - Republica Congo - Republica Democratică Congo - Coasta de Fildeș - Djibouti - Guineea Ecuatorială - Eritreea | - Etiopia - Gabon - Gambia - Ghana - Guineea - Guineea-Bissau - Kenya - Lesotho - Liberia - Madagascar - Malawi - Mali - Mauritania - Mauritius - Mozambic - Namibia | - Niger - Nigeria - Rwanda - São Tomé și Príncipe - Senegal - Seychelles - Sierra Leone - Somalia - Africa de Sud - Sudan - Eswatini - Tanzania - Togo - Uganda - Zambia - Zimbabwe |

## Caraibe
| - Antigua și Barbuda - Bahamas - Barbados - Belize - Brazilia - Columbia - Cuba - Dominica - Republica Dominicană - Grenada | - Guyana - Haiti - Jamaica - Panama - Sfântul Kitts și Nevis - Sfânta Lucia - Sfântul Vicențiu și Grenadine - Surinam - Trinidad-Tobago - Statele Unite ale Americii |

## Pacific
| - Insulele Cook - Timorul de Est - Fiji - Kiribati - Insulele Marshall - Statele Federate ale Microneziei - Nauru - Niue | - Palau - Papua Noua Guinee - Samoa - Insulele Solomon - Tonga - Tuvalu - Vanuatu |